# Les Vénus enchaînées
Pour plus de détails, voir Fiche technique et Distribution.
Les Vénus enchaînées est un moyen-métrage documentaire français réalisé par Guillaume Gevart produit par Jacob Rothschild et Dylan Besseau. En 2023, le film a remporté la Mention honorifique au Student World Impact Film Festival,.

## Synopsis
Ce documentaire aborde le thème de la prostitution en donnant la parole à des militantes du Mouvement du Nid. Il vise à explorer les aspects financiers et psychologiques de cette problématique qui affecte plus de 30 000 personnes en France, dont 10 000 sont des mineurs. En mettant en avant des figures telles que l'avocate Anne Bouillon, Myriam Bigeard, élue locale en Loire-Atlantique spécialisée dans l'égalité femmes/hommes, et de la médecin légiste Judith Trinquart.

## Fiche technique[6],[7]
- Réalisation : Guillaume Gevart
- Production : Artwooks Media
- Producteur : Jacob Rothschild, Dylan Besseau
- Distribution : Prime Video, Tubi
- Image : Antoine Godet
- Son : Florian Étienne-Gandolphe, Caroline de Rothschild
- Montage : Dylan Besseau, Alexandre Pinault
- Mixage : Keziah Chamsidini
- Date de sortie : 2023

## Distribution
- Anne Bouillon
- Myriam Bigeard
- Mouvement du Nid
- Judith Trinquart

## Distinctions
- 2023 : Mention Honorable au Student World Impact Film Festival[8]
- 2023 : Sélection officielle au Festival du documentaire sur la Justice[9],[10],[11]

## References
1. ↑  Alexis Pantaléon, « Interview de Guillaume Gevart : “On apprend le cinéma en faisant du cinéma.” », lemagducine.fr (consulté le 4 novembre 2023).
2. ↑  « The Venus Chained », Prime Video (consulté le 4 novembre 2023).
3. ↑  Jakinboaz, « Le film « Les Vénus Enchaînées » réalisé par Guillaume Gevart remporte une mention honorable au Student World Impact Film Festival 2023 », JustFocus.fr (consulté le 4 novembre 2023).
4. ↑  (en) « Student World Impact Film Festival 2023 : emergence of new talents » (consulté le 8 octobre 2023) sur BigNewsNetwork.com
5. ↑  « Les Vénus Enchaînées », Allociné (consulté le 4 novembre 2023).
6. ↑  « Les Vénus Enchaînées », filmdocumentaire.fr (consulté le 4 novembre 2023).
7. ↑  (en) « Les Vénus Enchaînées », Internet Movie Database (consulté le 4 novembre 2023).
8. ↑  « Le réalisateur nantais Guillaume Gevart reçoit une mention honorable au SWIFF 2023 », France Live (consulté le 4 novembre 2023).
9. ↑  (en) Eric Hancock, « The oldest film festival on French Justice was relaunched this year », NewsBreak.com (consulté le 4 novembre 2023).
10. ↑  « Le barreau de Paris organise la première édition de son Festival du documentaire sur la justice », La Gazette du Palais (consulté le 4 novembre 2023).
11. ↑  « Trois jeunes nantais en lice pour le Festival du documentaire sur la justice 2023 », France Live (consulté le 4 novembre 2023).